# KAC de Kénitra (volley-ball)
Le KAC de Kénitra (section Volley-ball) est l'une des nombreuses sections du club omnisports du KAC de Kénitra, dont le club de football est le plus connu.